# علاءالدین ریایات شاه دوم
سلطان علاءالدین ریایات شاه دوم ابن المرهوم سلطان محمود شاه (متوفی ۱۵۶۴) اولین سلطان جوهور بود و از سال ۱۵۲۸ تا ۱۵۶۴ حکومت کرد. او پس از سقوط مالاکا به دست پرتغالی‌ها در سال ۱۵۱۱، سلطنت جوهور را تأسیس کرد. او دومین پسر محمود بود. شاه مالاکا؛ بنابراین، جوهور ایالت جانشین مالاکا بود و سلاطین جوهور از سیستم شماره گذاری مالاکا پیروی می‌کردند. در طول سلطنت خود، او با تهدیدهای دائمی از سوی پرتغالی‌ها و همچنین سلطنت نوظهور آچه مواجه بود.